# Red Rhinos
Red Rhinos is de eerste Belgische lacrosseclub uit Bonheiden. De club is bij de BLF Belgian Lacrosse Federation (BLF) aangesloten.

## Geschiedenis

### De start van lacrosse in België
De Red Rhinos lacrosseclub is ontstaan in 2008. Het idee om een lacrosseclub op te richten is gekomen nadat Kristof De Smet deze sport via de media had opgemerkt. Hij organiseerde een introductie van de sport gegeven door de Europese Lacrosse Federatie (ELF) in december 2008.
Door deze introductie werd er door vijf enthousiastelingen beslist een eerste club op te richten. De oprichtingsvergadering gebeurde op 26 december 2008. De statuten van de VZW Red Rhinos werden op 28 januari 2009 neergelegd en de eerste training kon doorgaan op 6 februari 2009.

### Ontstaan van meerdere ploegen
Als eerste club hebben de Red Rhinos de bakermat gelegd voor andere ploegen in België. Verschillende leden van de Red Rhinos hebben zich vrij snel, al van begin augustus 2009 afgesplitst (de eerste waren de Ghent Goblins) en zo is de competitie in België ontstaan. Daarna zijn ook in Antwerpen (Antwerp Armadillos Lacrosse), Buggenhout (Buggenhout Brewers), Machelen (Machelen Minotaurs) en Heist-op-den-Berg (Heist Hunters) door leden van de Red Rhinos clubs opgericht, omdat deze spelers een ploeg wilden in de buurt van hun woonplaats.
De club heeft ook een damesteam (Red Rhinos Ladies) opgericht in 2010 en een 2e ploeg voor het voorjaar 2011.

### Deelname competities
Om meer ervaring op te doen (en vanwege een gebrek aan meerdere tegenstanders in België) hebben de Red Rhinos in 2010 in de officiële Nederlandse Lacrosse League meegedaan in 3de divisie. Na dit seizoen in Nederland waren er meerdere voltallige clubs in België en hebben de Red Rhinos de Belgische Beker 2010 en het Belgisch Kampioenschap 2011 behaald.
De Red Rhinos nemen ook geregeld deel aan toernooien, onder andere boxlacrosse. Dit is een spelvorm van lacrosse waar er nog harder mag gespeeld worden. Zelf organiseert de club sinds 2010 jaarlijks de Rhinocup, een internationaal toernooi te Rijmenam, de matchen worden gespeeld in het naburige dorp Bonheiden. Tijdens dit driedaagse evenement nemen verschillende internationale larcrosseteams het tegen elkaar op.

## Palmares

#### 1e mannen team
- 2009: Eerste in de Belgian Cup
- 2010: Eerste in de Dutch National Lacrosse League Divison III
- 2010: Eerste in de Belgian Cup
- 2011: Eerste in de Belgian League
- 2011: Eerste in de Belgian Cup
- 2012: Eerste in de Belgian League